# Альберт, Корбин
Корбин Роуз Альберт (англ. Korbin Rose Albert; род. 13 октября 2003, Grayslake, Иллинойс) — американская футболистка, полузащитник клуба «Пари Сен-Жермен» и национальной сборной США.

## Ранние годы
Альберт родилась в Грейслейке, штат Иллинойс, пригороде Чикаго, и добилась известности, играя за футбольный клуб Эклипс Селект. В этот период времени Альберт представляла молодёжную сборную США в различных возрастных группах, а также дважды была названа игроком «Эклипс» сезона (2018/19 и 2020/21).

## Клубная карьера
31 января 2023 года Альберт официально подписала контракт с французским клубом «Пари Сен-Жермен» на два с половиной года. Альберт забила свой первый гол 20 декабря 2023 года в матче Лиги чемпионов против «Ромы».

## Карьера за сборную
Альберт выступала за американские молодёжные сборные на разных уровнях. В июне 2022 года Альберт была частью команды, которая представляла Соединённые Штаты на Sud Ladies Cup, где команда стала чемпионом. 25 июля 2022 года Альберт была включена в состав сборной США на Чемпионат мира (до 20 лет) в Коста-Рике. Она вышла в стартовом составе на двух матчах на турнире, но США выбыли на групповом этапе. Всего за сборную до 20 лет она сыграла шесть матчей.
В ноябре 2023 года Альберт получила свой первый вызов в национальную сборную США. 5 декабря 2023 года она дебютировала на международном уровне в товарищеском матче против Китая. Второе появление за сборную для неё, а также первый выход в основном составе, состоялся 20 февраля 2024 года в матче группового этапа Золотого кубка КОНКАКАФ 2024 года против Доминиканской Республики.
Альберт была включена в список из 18 игроков на летние Олимпийские игры 2024 года во Франции.

## Личная жизнь
В марте 2024 года Альберт повторно опубликовала видео проповеди на TikTok, в котором подразумевалось, что трансгендерность может исчезнуть, если человек станет религиозным. История Альберт в социальных сетях также показала, что ей понравился мем, в котором она раскритиковала шутку Меган Рапино о том, что травма, полученная ею в финале НЖФЛ 2023 года, была наказанием от Бога. Позже Альберт опубликовала извинения в своем аккаунте Instagram.

## Статистика

### Клубная
| Клуб            | Сезон      | Лига         | Лига  | Лига | Кубок | Кубок | Континенет | Континенет | Итог  | Итог |
| Клуб            | Сезон      | Дивизион     | Матчи | Голы | Матчи | Голы  | Матчи      | Голы       | Матчи | Голы |
| --------------- | ---------- | ------------ | ----- | ---- | ----- | ----- | ---------- | ---------- | ----- | ---- |
| Пари Сен-Жермен | 2022/23    | Премьер-лига | 7     | 0    | 2     | 0     | 1          | 0          | 10    | 0    |
| Пари Сен-Жермен | 2023/24    | Премьер-лига | 15    | 1    | 1     | 0     | 10         | 2          | 26    | 3    |
| Общий итог      | Общий итог | Общий итог   | 22    | 1    | 3     | 0     | 11         | 2          | 36    | 3    |

1. ↑  Включая Кубок Франции
2. ↑  Включая Лигу чемпионов УЕФА

### Сборная
| Сборная | Год  | Матчи | Голы |
| ------- | ---- | ----- | ---- |
| США     | 2023 | 1     | 0    |
| США     | 2024 | 13    | 0    |
| Итог    | Итог | 14    | 0    |

## Достижения

### Клубные

#### «Пари Сен-Жермен»
- Обладательница Кубка Франции: 2023/24[19]

### Международные
- Обладательница Золотого кубка КОНКАКАФ: 2024[англ.][20]
- Обладательница SheBelieves Cup: 2024[21]

### Индивидуальные
- Финалистка Херманн Трофи: 2022[22]